# ヘルソンの解放
ヘルソンの解放（ヘルソンのかいほう）は、2022年11月11日にヘルソン市とドニエプル川右岸のヘルソン州のその他の地域とムィコラーイウ州の一部地域をウクライナ軍（ZSU）が奪還したことであり、ロシア軍はドニエプル川左岸に撤退した。ヘルソンの解放は2022年のロシアのウクライナ侵攻中の2022年ウクライナの南部反攻によって実現した。

## 背景
2月24日のウクライナ侵攻後、ロシア軍は2月下旬にヘルソン市を包囲し、前日の激戦の後、2022年3月2日頃に同市を占領した。
2022年9月、ロシアはウクライナの他の3州と共にヘルソン州の併合を発表し、広く非難された（ロシアによるウクライナ4州の併合宣言）。
11月9日、ロシアのセルゲイ・スロヴィキン将軍はヘルソンとドニエプル川北岸からの部隊の撤退を発表した。スロヴィキンは、この決定の理由は、ヘルソンと近郊の集落に適切な補給が行えず、ウクライナの砲撃で民間人が危険に晒されているためだと主張した。

## 撤退と解放

### ウクライナ軍の進軍
11月10日、スニフリウカにウクライナの国旗がはためいているように見える動画が上げられた。ウクライナ軍はまた、ヘルソンの北西15キロに位置するキセリウカ村の支配権を取り戻した。同日、ウクライナ軍総司令官のヴァレリー・ザルジニーは、ウクライナ軍は10月1日以降、ヘルソン近郊の41の集落を奪還したと述べた。
ウクライナ当局は11月10日夕までにロシア兵の半数がドニエプル川を越えて撤退したと推定した。11月11日の早朝、浮橋を渡って左岸に向かうロシアの歩兵が目撃された。ヘルソン本土に迫るウクライナ軍の機甲部隊と縦隊は、通り過ぎたいくつかの町、村、郊外で歓声を挙げて旗を振る民間人に迎えられた。

### ロシアの撤退努力
ロシア軍がドニエプル川を渡って撤退する際に、ウクライナ軍はヘルソン州および周辺地域にさらに進軍した。ロシア国防省は11月11日モスクワ時間午前5時までに全てのロシア軍部隊（約3万人）および装備がドニエプル川東岸に移動したと発表した。一部の分析家と専門家はこのような大規模で複雑な機動を3日間のうちに完璧に行うことは、ロジスティクス上不可能であると考えていた。ウクライナ国防相のオレクシー・レズニコウはロイターに対し、「ヘルソンからこれらの部隊を1日か2日で撤退させることは容易ではない。全員（レズニコウの推定では4万人）の移動には最低一週間（はかかるだろう）」と述べた。
ロシアのソーシャルメディアには逃げようとした一部の部隊がパニックに陥ったことを示唆する映像が投稿された。ジャーナリスト、ウクライナの民間人、当局、それに個々のロシア兵からの多くの報告では、撤退はかなり混沌としており、多くのロシアの軍人と物資が右岸に取り残されていることを示唆していた。ドイチェ・ヴェレは、対空防衛システムなどの主要な装備品が対岸に首尾よく移されたと見られるものの、これにより、北側で立ち往生している部隊がウクライナの大砲やドローンの攻撃に対して脆弱になると報じた。伝えられるところでは、ロシア兵のグループ（一部は負傷）が捕らえられたか、前進するウクライナ軍に自発的に降伏したという。ウクライナ高官のセルヒイ・クランは、一部のロシア兵がヘルソンを離れることができず、民間人の服装に着替えたと述べた。伝えられるところでは、一部のロシア兵はドニエプル川を泳いで渡ろうとして溺死したという。ウクライナの諜報機関は、残っているロシア兵に投降を呼びかけるロシア語の声明をソーシャルメディアに投稿した。ソーシャルメディア上の映像にはウクライナ軍が数台のロシアの戦車、装甲車、弾薬箱を鹵獲したことを示唆しており、これはロシア国防省の「軍装備や武器は一つも右（西）岸に残されていない」との声明と矛盾している。

### ヘルソンに進入するウクライナ軍
ウクライナ軍は11月11日にヘルソン市に入った。同日午後、ウクライナ軍はヘルソン市とヘルソン州の右岸地域を解放した。ロシア軍が罠を仕掛けたのではないかと懸念されたため、ウクライナ軍は慎重に前進した。他の解放された地域のように、到着したウクライナ軍は、兵士と市民両方に危険をもたらす地雷とブービートラップを発見した。11月11日、ウクライナ軍はそれらの装置の除去に取り組んでいたが、そのような装置により、数人が負傷し、少なくとも1人が死亡した。ウクライナ軍が都市に移動した際、いかなる種類の待ち伏せも準備されていないようであり、一部の観測筋はこの無秩序な撤退を「敗走」と表現した。
ウクライナ軍が到着した際、大勢の市民が彼らを歓迎するために集まり、解放を祝った。自由広場（ウクライナ語: Площа Свободи）では、市民達が「ZSU（ウクライナ軍）に栄光あれ」と唱えたり、兵士と抱き合ったり、歌を歌ったり、ウクライナ国旗を振ったりしている姿が見られた。ウクライナ軍のある女性兵士は2人の男性によって肩で持ち上げられ、感謝の気持ちを示すために空中に放り上げられた。車はクラクションを鳴らしながら街頭に繰り出し、住民は親ロシア派のプロパガンダポスターをはがした。同様に、ヘルソン市西端の町ビロゼルカでは、「ロシアは永遠にここにある（ロシア語: Россия здесь навсегда）」と書かれた、ロシア国旗を持つ少女のプロパガンダ看板を住民が取り壊した。暗闇の中、ロシアの占領当局に9か月間禁止されていたウクライナの愛国歌「ああ野の赤いガマズミよ」を歌いながら焚火の周りで踊るヘルソン市民の姿も見られた。解放後の11日のビデオ演説で、ウクライナ大統領のウォロディミル・ゼレンスキーは「今日は歴史的な日だ。私達はヘルソンを取り戻しつつある」と述べた。

## 余波

### 軍事・政治的影響

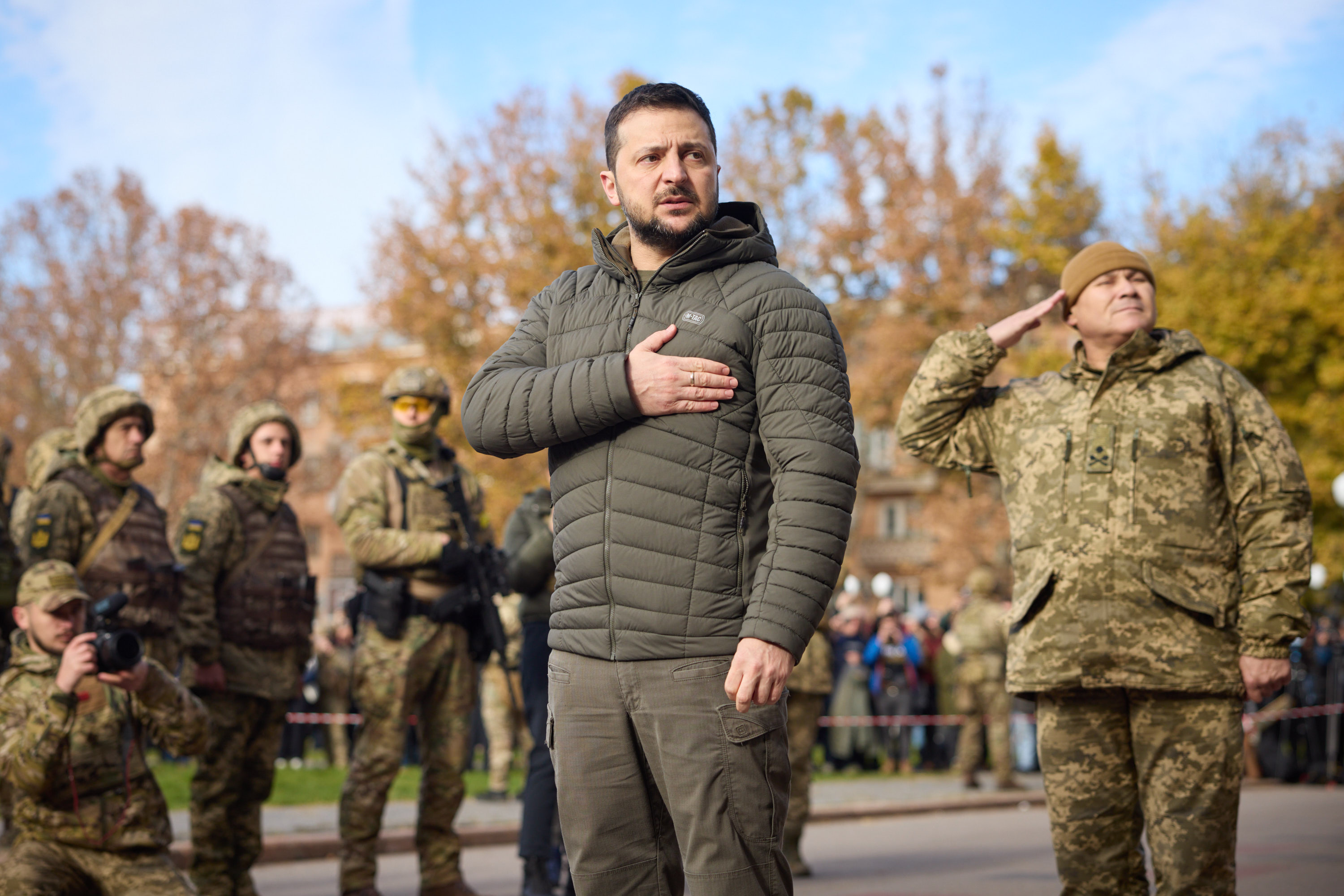
ウクライナ大統領のウォロディミル・ゼレンスキーは、解放されたヘルソンを訪問中にウクライナ旗の掲揚に参加した（2022年11月14日）

撤退により、ロシア軍はヘルソン州の約40%の支配権をウクライナに引き渡すことになった。ヘルソンの喪失は9月30日にヘルソンは「永遠にロシアの一部」であると述べたウラジーミル・プーチンにとって大きな打撃となると広く見なされている。11月12日、ヘルソン州の親ロシア派勢力は、新たな「州都」をアゾフ海に臨む同州の港湾都市ヘニチェスクに一時的に置く方針を発表した。撤退時、ロシア兵はヘルソンの聖エカテリーナ大聖堂から同市の創設者とみなされている18世紀のロシアの著名な司令官グリゴリー・ポチョムキンの遺骨を運び出した。
当初、ヘルソン市の住民の大半は高揚し、公の場でロシアの撤退を祝い、ウクライナ軍を解放者として歓迎したが、その他の住民は今後のことを心配していた。あるヘルソン市民は、「祝いたいが、まだ終わっていないような気がする。ロシア人はそう簡単にはあきらめるはずがなく、全てが起こった後ではない。この冬は怖いし、ヘルソン市が戦場になるのではないかと心配している。私達は射撃線に立つだろう」と語った。軍事アナリストはドニエプル川東岸からロシアの砲兵がヘルソンに砲撃する危険があると述べた。
11月14日、ゼレンスキーはヘルソンを予告無しに訪問し、自分達が「一歩一歩」ウクライナの「占領されたすべての場所に向かって進んでいる。もちろん困難が伴う。これは長く困難な道のりだ」と語った。オランダ放送協会は、現地の状況を「一種の暗黙の停戦のようなものだ。双方の交戦国が一種の休憩を取っており、互いに大規模に発砲していない」と説明した。ロシア民族主義・ユーラシア主義の信奉者アレクサンドル・ドゥーギンは、ヘルソンなどの「ロシアの都市」を守れなかったとしてプーチンを公然と批判した。

### インフラと物流の損害

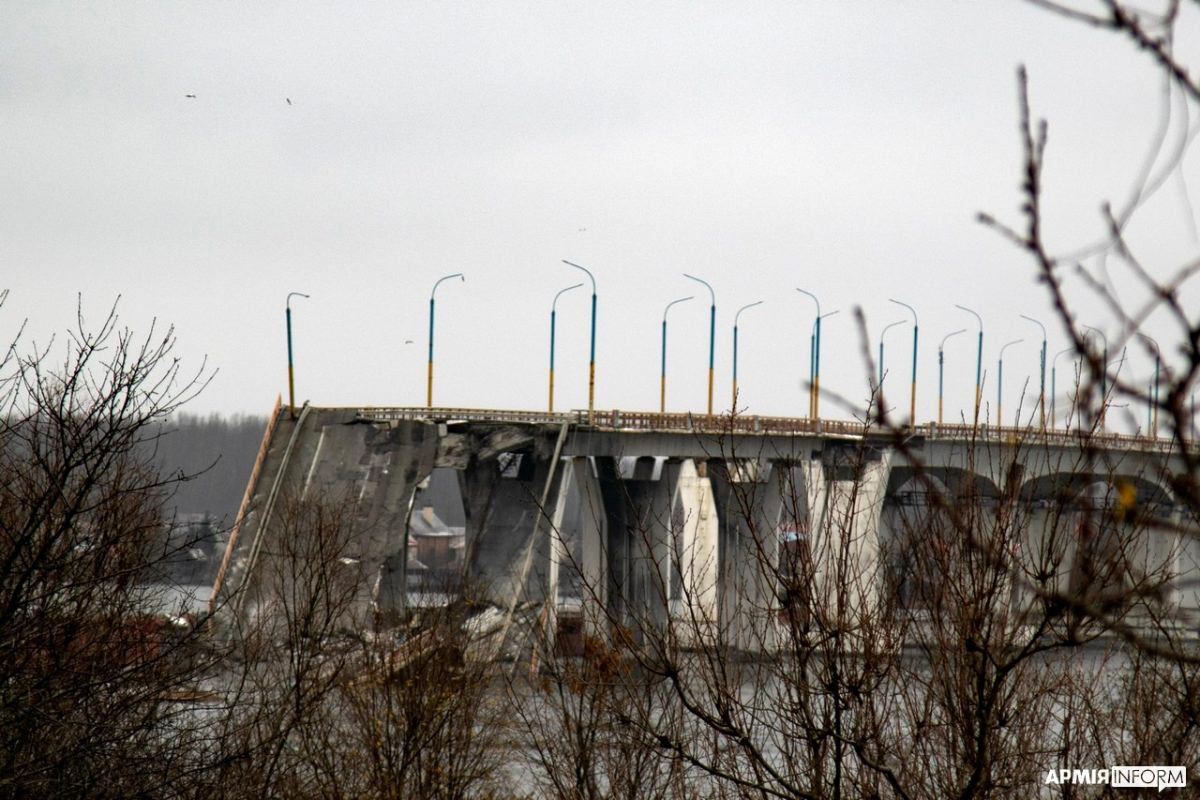
破壊されたアントノフスキー橋

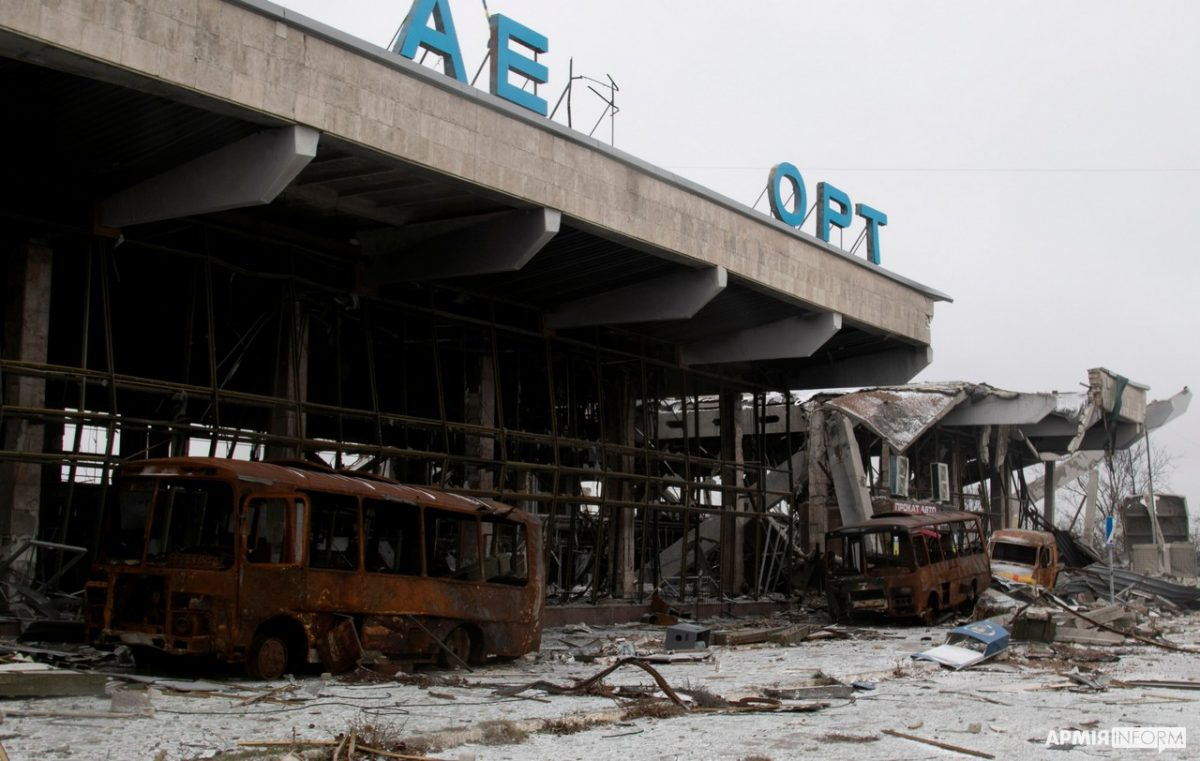
ヘルソン国際空港

マクサー・テクノロジーズの衛星画像では、ヘルソンからの撤退中に24時間以内に少なくとも7つの橋（うち、4つはドニエプル川に架かる橋）が破壊されるなどインフラに大きな損害が発生したことが示された。アントノフスキー橋の中央部も破壊された。現地を取材した親ロシア派の新聞「コムソモリスカヤ・プラウダ」の記者によると、「右岸のロシア軍グループの左岸撤退時に爆破された可能性が高い」という。上流にあるカホフカダムも被害を受けた。11月11日時点で、ウクライナ軍はダムの西20キロに位置するチャヒンカ村を奪還したが、依然としてダムを支配出来ていない。

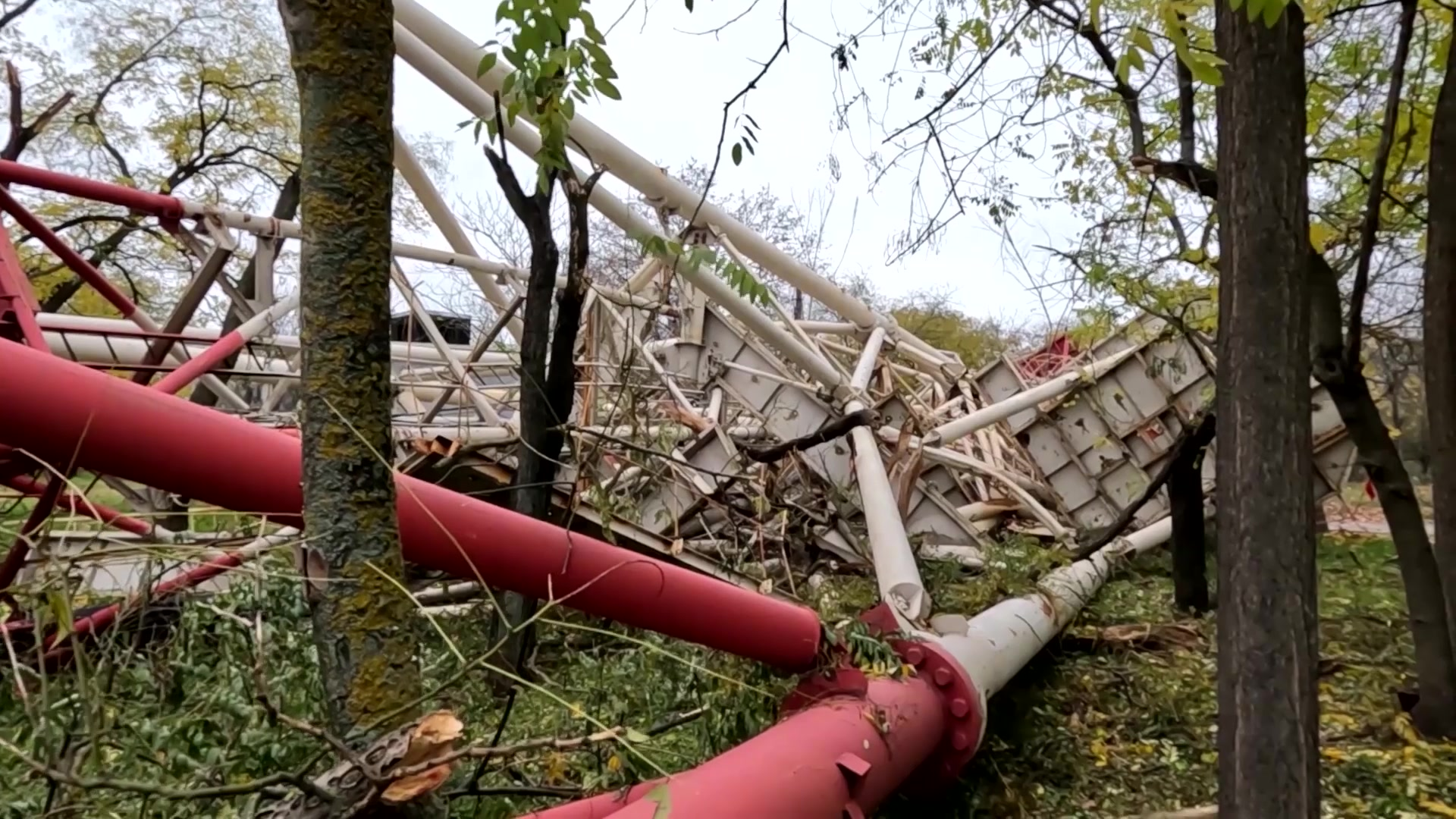
撤退前にロシア陸軍によって爆破されたヘルソンテレビ塔

ヘルソン市の電力、インターネット、水道網の多くはウクライナが支配権を取り戻す時までに故障していた。11月12日、ゼレンスキー大統領は「占領者は撤退する前に通信、水、暖房施設、電気全ての重要なインフラを破壊した」と述べた。ヘルソンテレビ塔やヘルソン・コジェネレーション発電所 、その他のインフラ施設も爆破された。
占領下のヘルソン地域は北クリミア運河の大元であり、ロシアがクリミアを併合する前は、クリミアの飲料水と農業用水の85%を供給していた。ウクライナは、ロシアがクリミアを併合した直後の2014年に運河を封鎖した。ロシアは2022年3月に封鎖のために建設された土ダムを崩して水路を開いた。ヘルソンの支配権の奪還は、ウクライナがクリミアへの水の供給を再び遮断できるようになることを意味する。

### 文化財の損傷

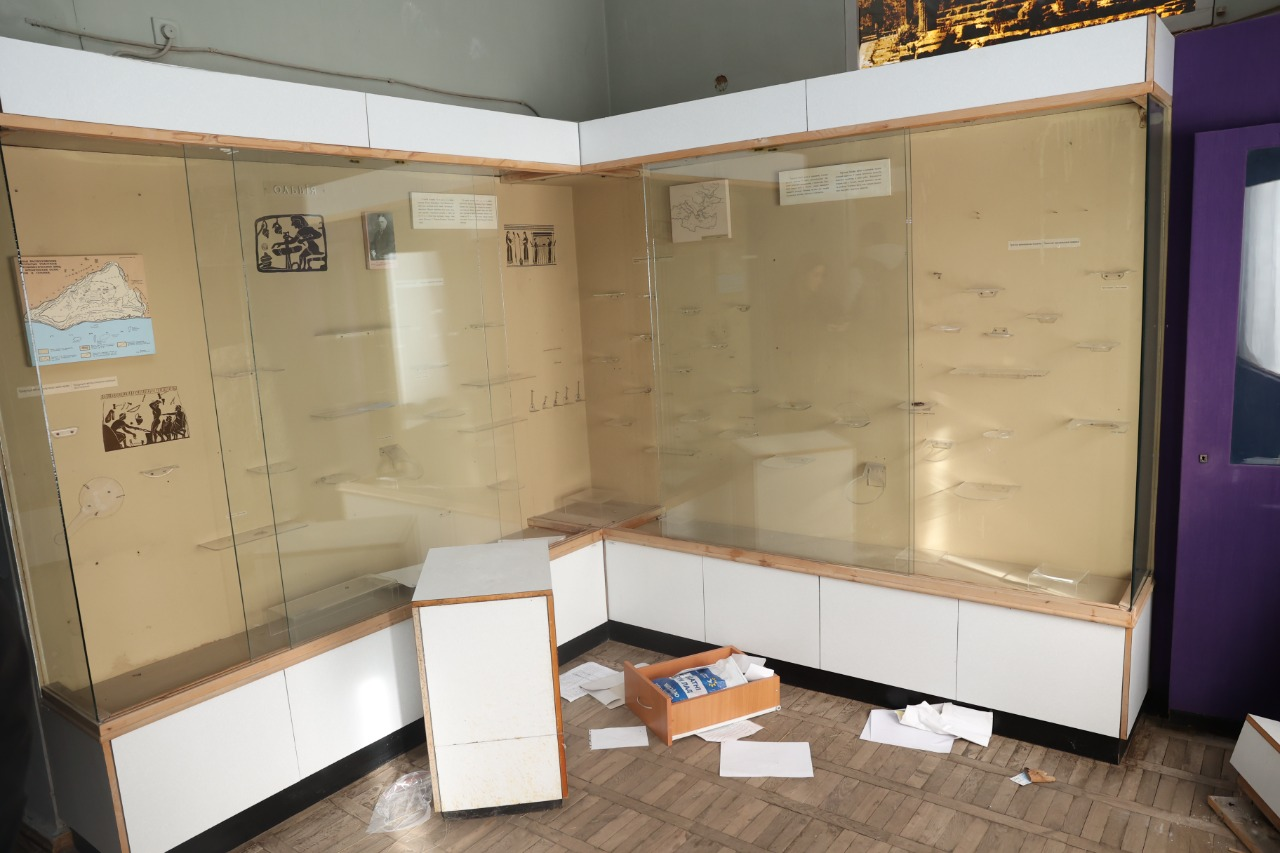
略奪されたヘルソン郷土歴史博物館

ヘルソン市からの撤退前、ロシア軍は同市の主要な博物館のヘルソン郷土歴史博物館とヘルソン美術館を略奪した。収蔵された物品はクリミア博物館に運ばれた。加えて、ロシア軍はアレクサンドル・スヴォーロフ、フョードル・ウシャコフ、ワシーリー・マルゲロフ、グリゴリー・ポチョムキンの記念碑とポチョムキンの遺物を運び出した。

### 人口統計

#### 占領下での変動
戦前、ヘルソンには約30万人の住民がいたが、ロシアの占領が終わるまでに、約8万人しか残っていなかった。多くの市民は避難した一方で、一部はロシアの占領中に殺害された。2022年10月下旬、ロシア軍は、ヘルソン市民少なくとも7万人のドニエプル川東岸への移動を完了させたと発表し、ウクライナ側は「強制移動」と非難した。ウクライナが同市を奪還後、11月19日までに地雷や弾薬の爆発により約25人が死亡した。
ロシア語は、歴史的な人口統計上の理由から依然としてヘルソン市内でのコミュニケーションで一般的に使用されてきたが、ロシア占領下でウクライナ語が禁止され、多くの市民がロシア兵に虐待され、屈辱を感じたという事実のために、一部の住民は全てが起きた後でロシア語を使うことヘの恥ずかしさを表明した。BBCニュースの短編映画『Occupied: Family secretly film life in Russian-occupied Ukraine』の中で、ヘルソンの地元記者のドミトロ・バフネンコは「ブチャで起きた全てのことと、私達が目撃したことの後で、もうロシア語を話したくない」と語った(6:12)。

#### 解放後の自発的避難

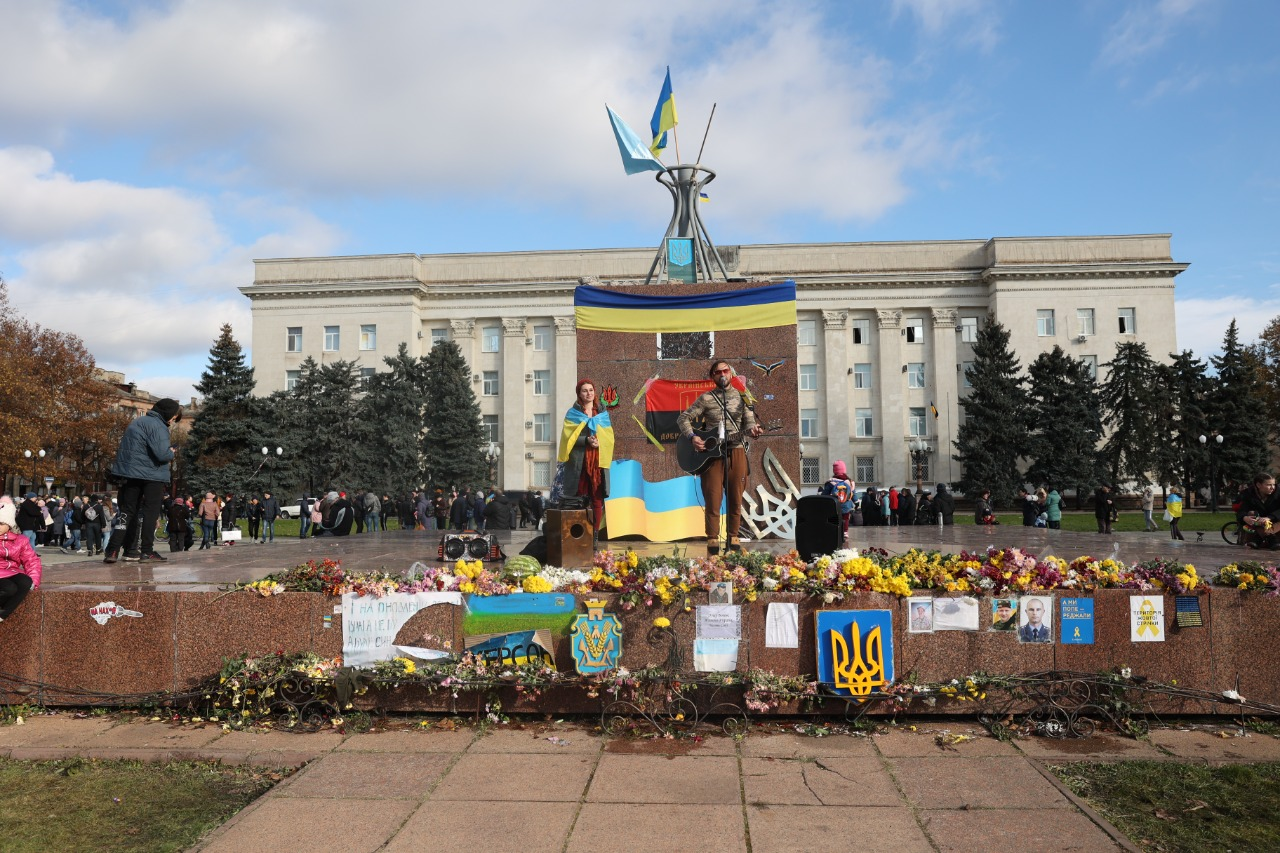
ヘルソンの自由広場の眺め（2022年11月19日）

2022年8月からウクライナのヘルソン州知事に就任したヤロスラフ・ヤヌシェビッチは、11月18日に以下のように述べた：「（市民の避難は）電力供給があるかどうかにかかっている。大統領は電力供給の回復に全リソースを投入すべきだと非常に明確に述べている」。ヘルソン地区長のミハイロ・リネツキーは、市民を避難させる計画はまだないが、電気と水道の修理が短期間で完了できない大きなリスクがあり、住民は国内の他の場所で冬の宿泊施設を見つけようとするほうがよいだろうと語った:「ヘルソン市出身者として、冬の間はより安全な場所に移動するために、ヘルソン市を離れることを強く推奨する」。
2022年11月21日までに、ウクライナ当局はヘルソン市がより安全になるまで、他の場所で冬を越すことを望むヘルソン市民の自主的な避難を促進する取組を開始し、副首相のイリーナ・ベリシチュクは、「現在、私達は強制的な避難については話していない。しかし、自主避難の場合であっても、国は移送に責任を負う。人々は冬を越せる場所に連れて行かなければならない」と述べた。

### 地雷除去作業
ムィコラーイウ州知事のヴィタリー・キムは、「解放された領土と集落にまだ大量の地雷が残っている。理由もなくそこに行かないように。死傷者が出ている」と警告した。ヘルソン州の軍事行政長官を務めるヤロスラフ・ヤヌシェビッチは、街が「通常の生活」に戻るよう取り組んでいると述べ、警察はヘルソンを離れた住民に対し、（地雷除去作業などの）「安定化対策が完了するまで急いで家に帰らないよう」促した。
ウクライナ地雷除去者協会のNGOはガーディアン紙に対し、「除去手続きは始まったばかりであるため、我々はまだ予測できないが、ヘルソン地域は国内で最も地雷が設置されている地域の可能性があり、残念なことに、ウクライナは地雷による死傷者数ですぐに世界一位となる可能性がある」と語った。ヘルソン地域の地雷とトリップワイヤの除去には数年ではないにしても数か月かかると予想されている。

## 反応
- ロシア大統領府報道官のドミトリー・ペスコフは、ヘルソン市について「ロシア連邦の支配対象だ。これには何の変更もなく、変更はあり得ない」と述べた[57]。
- アメリカ合衆国大統領のジョー・バイデンは、ロシアの撤退命令についてロシア軍に「真に問題がある証拠だ」と指摘した[58]。
- 北大西洋条約機構事務総長のイェンス・ストルテンベルグは、ウクライナへの支援を繰り返し表明し、ロシアが撤退した場合、「ウクライナにとって新たな勝利」となると述べた[59]
- トルコ大統領のレジェップ・タイイップ・エルドアンは、ロシア軍のドニエプル川西岸からの撤退命令は、「（和平に向け）前向きな一歩」と評価し[60]、ロシアとの外交を継続すると述べた[61]。